# Blue House (album)
 (mai 2017).
Si vous disposez d'ouvrages ou d'articles de référence ou si vous connaissez des sites web de qualité traitant du thème abordé ici, merci de compléter l'article en donnant les références utiles à sa vérifiabilité et en les liant à la section « Notes et références ».
Albums de Marcia Ball
Dreams Come True
(1990) Let Me Play with Your Poodle
(1997)
Blue House est un album de blues de la chanteuse et pianiste américaine Marcia Ball, sorti en 1994 sous le label Rounder Records.

## Liste des titres
Toutes les chansons sont écrites et composées par Marcia Ball, sauf annotations.
| 1.    | Red Beans (McKinley Morganfield)        | 4:07 |
| 2.    | The Facts of Life                       | 5:44 |
| 3.    | Down the Road                           | 3:59 |
| 4.    | Blue House                              | 3:25 |
| 5.    | Big Shot                                | 3:57 |
| 6.    | St. Gabriel                             | 6:19 |
| 7.    | That’s What I Get (Jerry Lynn Williams) | 5:04 |
| 8.    | Fingernails (Joe Ely)                   | 3:17 |
| 9.    | Why Do I                                | 4:57 |
| 10.   | If This Is Love (Duke Robillard)        | 3:57 |
| 11.   | Sparkle Paradise                        | 4:33 |
| 12.   | One of a Kind                           | 4:45 |
| 54:04 |                                         |      |